# Urbanisme à Reims
 (novembre 2011).
Cette trame de l'urbanisation contemporaine de Reims est ici seulement esquissée à partir des travaux notamment du RHa[Quoi ?] et aussi ceux de François-Xavier Tassel dans sa thèse de doctorat sur la Reconstruction de Reims après la  Première Guerre mondiale.
Pour la période contemporaine, l'Agence d'urbanisme de Reims travaille à la publication d'une frise qui permettra aussi de mieux appréhender l'histoire urbaine de la ville contemporaine. Cette histoire urbaine de Reims montre combien la ville d'aujourd'hui est le résultat pour une large part d'interventions délibérées des pouvoirs en place au fil des siècles. À la lumière de l'histoire de l'urbanisme de Reims, nous pouvons constater combien cette ville est à la fois représentative de l'ensemble de la production de la ville en France, mais aussi combien elle servit de champ d'expérimentation national à partir de la fin du XIXe siècle.

## La ville moderne

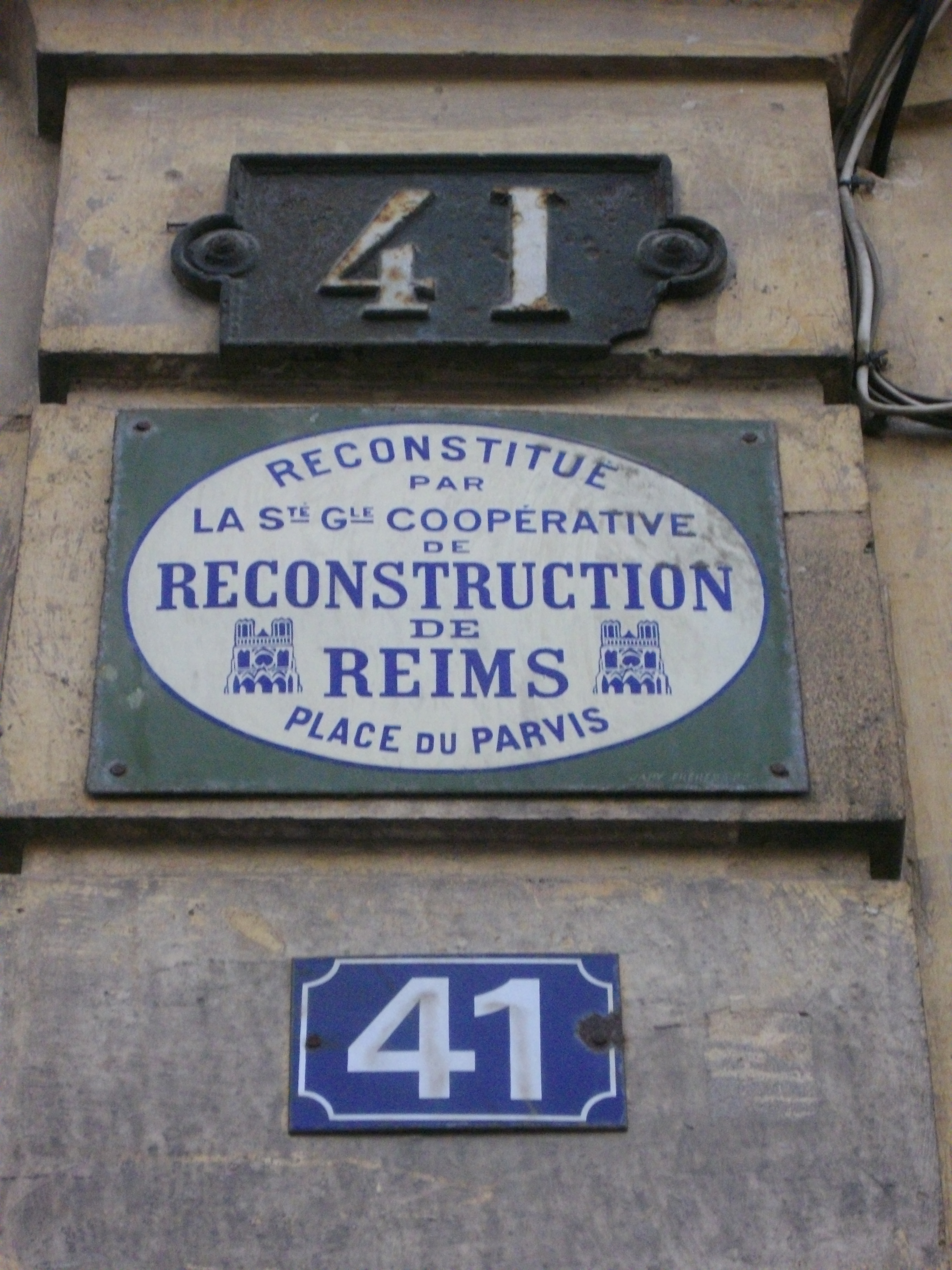
Plaque apposée sur le 41 rue Camille-Lenoir.

### Le plan Camelot
Le plan Camelot est le premier plan élaboré après la Seconde Guerre mondiale. Il traduit une volonté d'un urbanisme contrôlé et limité qui correspond au seul développement endogène. Cette vision limitée qu'incarne la municipalité du pharmacien René Bride traduit la frilosité d'une bourgeoisie et d'un patronat qui craint la concurrence d'industries aux méthodes plus modernes mettant fin au paternalisme et surtout offrant des salaires plus élevés. Il est fait appel à Robert Camelot (1903-1992) qui est un enfant du pays pour être né à Reims. Après ses études d'architecte à l'École des Beaux Arts de Paris, il voyage pendant plusieurs années aux États-Unis et au Canada avant d'enseigner à Cambridge. Il est aussi urbaniste et second grand prix de Rome. Sa candidature proposée par le CEARR est arrêté par le conseil municipal le 24 avril 1945.
Ce plan va s'inscrire dans  le cadre de la loi du 15 juin 1943 prescrivant l'étude de « projets d'aménagement des groupements d'urbanisme » pour les 47 principales agglomérations françaises. Un atelier d'urbanisme est créé en 1948 au sein des services municipaux.
Le plan Camelot comprend quatre axes forts :
- une densification de la ville existante sur une surface de 2 200 hectares ramenée à 1 670  hectares ; 700 parcelles sont recensées sur 110 hectares simplement en bordure de voies existantes ;
- un rééquilibrage des quartiers avec un équipement accru : écoles, centres sociaux, dispensaires... ;
- la création d'une ceinture verte séparant Reims des communes avoisinantes ;
- la création d'un axe industriel qui va de Cormontreuil à Bétheny en passant par le port Colbert et Saint-Brice Courcelles. C'est ainsi que sort de terre la première tranche de la zone industrielle Ouest de 65 hectares près du port Colbert.

C'est sur la base de ce plan que sont urbanisés les quartiers de Maison Blanche, Wilson, Barthou, Desbureaux, Jacquart soit près de 2 500 logements. La ville gagne 8 000 habitants en huit ans (1946-1954). Mais cette vision limitée du développement et aussi le refus d'entreprises extérieures allié au déclin du textile notamment ne permet pas d'offrir un emploi à tous et le chômage augmente : 2 820 chômeurs en 1954. C'est l'affrontement entre le maire René Bride et la SA HLM le Foyer rémois à propos de la construction du quartier de l'Europe qui provoque la démission du maire.
Une bourgeoisie plus éclairée formée dans le cadre du CJP (Centre des jeunes patrons) fondé en 1938 autour notamment de Jacques Warnier dans la lignée du catholicisme social qui prend alors le pouvoir. Elle se retrouve dès 1943 - la guerre n'est pas encore finie - au sein du CEARR (Comité d'étude pour l'aménagement de la région de Reims) et ensuite à la CCI. Elle va faire appel à Jean Taittinger pour impulser une politique de développement plus ambitieuse. Le CEARR comprend parmi ses fondateurs Paul Voisin directeur de la SA HLM Le Foyer rémois avec les industriels Henri Druart, Pierre Goulet, François Hanrot, Bertrand de Voguë... Y siège aussi l'architecte de la ville M. Beaumont. Dès le départ, le CEARR place le développement de la ville dans un contexte plus large qui est celui de la région rémoise, une ambition en contradiction avec le malthusianisme de la municipalité de René Bride. C'est bien une autre vision du développement local, de l'urbanisme et du logement qui fait basculer l'équipe de l'après-guerre et porter au pouvoir une municipalité pourvue d'une toute autre ambition.
Les études du CEARR montrent bien les préoccupations de ce patronat plus moderniste qui examine tous les aspects du développement économique et social de Reims de façon systématique :
- 1943 - Délimitation de Reims et de sa région.
- 1943 - L'industrie textile dans la région de Reims.
- 1944 - La culture de la vigne en Champagne.
- 1944 - Exposé d'un programme en matière de logement.
- 1945 - Le développement industriel possible de la région de Reims.
- 1945 - Étude agricole de la région de Reims.
- 1945 - L'alimentation dans la région de Reims.
- 1946 - Les transports dans la région de Reims.
- 1947 - L'industrie métallurgique.

### Le plan Rotival
Le plan Rotival est élaboré dans le cadre de la nouvelle réglementation qui institue en 1958 les plans d’urbanisme directeurs qui tracent le cadre général d’aménagement et de développement des villes. Ces plans sont induits par l’essor démographique avec une population qui double entre 1954 et 1968 (baby-boom) et par le développement économique de l’après-guerre et de la reconstruction après la seconde guerre mondiale.
Dépassant le strict cadre de la réglementation des anciens plans et leur vision empirique de l’avenir, la municipalité rémoise qui connaît un nouveau dynamisme avec l’élection de Jean Taittinger comme député de la Marne en 1958 et comme maire de Reims en 1959, va engager une nouvelle dynamique de développement rompant en cela avec l'approche prudente et limitée de la municipalité précédente avec le pharmacien René Bride. C'est dès 1956 que le CEARR prend contact avec l'urbaniste Maurice Rotival (1897-1980) associé à Henri Prost un des premiers urbanistes de la SFU et membre du Musée social. Dès 1958, Jean Taittinger intervient auprès du Ministre de la construction, Pierre Sudreau qui choisit Reims comme champ d'application de la méthode de planification scientifique développée par Maurice Rotival. C'est à cette époque que Jean-François Gravier dresse son bilan d'une France coupée en deux : Paris et le reste, avec son ouvrage : Paris et le désert français. Aussi, la stratégie développée par le nouveau pouvoir local regroupé autour du CEARR et la CCI avec Jean Taittinger va être d'attirer à Reims des entreprises trop à l'étroit dans le contexte parisien pour induire une dynamique de développement de la région rémoise afin de prendre le relais d'une industrie textile sur le déclin.
La démarche comporte une phase de diagnostic et d'analyse qui aboutit à cinq clefs soumis au choix du conseil municipal :
- A - Maintien du plan Camelot antérieur ;
- B - Abandon de tout plan (développement au fil de l'eau) ;
- C - Reims, ville universitaire ;
- D - Reims, ville d'échanges ;
- E - Reims, ville industrielle, plate-forme du Marché commun.

En mars 1961, le conseil municipal opte pour y-une clef" qui reprend les options C, D et E : Reims, ville universitaire, ville d'échanges et ville industrielle. À partir de cette décision, M. Rotival propose trois scénarios :
- A - développement des fonctions traditionnelles ;
- B - Développement industriel et commercial lié au Marché commun avec création d'une Université européenne et un objectif de 200 000 habitants en 1980 ;
- C - Développement plus limité de l'industrie et de l'université.

C'est le scénario B, le plus ambitieux, qui est adopté par le conseil municipal en 1964. Il va être alors développé avec cinq objectifs majeurs :
- 1 - Rénovation du centre-ville ville (opération Saint-Remi) ;
- 2 - extension de la ville avec quatre grands ensembles : ZUP d'Orgeval au Nord (2400 logements), quartier de l'Europe à l'Est (2000 logements), et au Sud : Les Châtillons (3000 logements) et Croix-Rouge (15 000 logements); l'opération de Croix Rouge dont le plan masse sera confié à DVW (Damery Vetter et Weil) avec la SEDMA comme aménageur, sera coupé en trois opérations : quartier universitaire, quartier administratif et val de Murigny).
- 3 - aménagement des deux grandes zones industrielles : la zone de la Neuvillette du Canal à la RN 44 et la zone des Essillards, au Sud-Est, le long du canal;
- 4 - création d'un distributeur urbain pour mieux irriguer et desservir la ville, le long de la Vesle, tracé qui sera repris par lors de la réalisation de l'autoroute;
- 5 - développement de la fonction universitaire à partir de pôle scientifique créé en 1956.

L'ensemble de la construction neuve, pour une très large part HLM, sera réalisée exclusivement par trois organismes : deux organismes privés : la SA HLM le Foyer rémois, la SA HLM l'Effort rémois et l'OP HLM de Reims. Reims va donc se caractériser par une très forte proportion de logements HLM dans cette dynamique de développement.
L’Académie de Reims est créée en 1962 et Reims est bientôt doté d'une université complète avec les sciences, le droit et les sciences économiques, Lettres et sciences humaines, Pharmacie, médecine et dentaire... Un IUT est aussi créé, une école supérieure de commerce sur l'égide de la CCI, une école régionale des Beaux Arts rue Libergier, un CREPS...
L'université est divisée en deux pôles : Moulin de la Housse pour les sciences et l'IUT, Croix rouge pour le reste avec les enseignements médicaux autour du CHU et les autres disciplines autour du nouveau campus de Croix Rouge avec à proximité l’École supérieure de commerce. Ces nouveaux quartiers doivent être reliés au centre-ville rénové par un nouveau pont : le pont Hincmar. La ville regroupe aussi l'ensemble des administrations y compris dans le domaine judiciaire supplantant Châlons-sur-Marne, la Préfecture, dans sa fonction de centre administratif.
Dans le domaine économique, les nouvelles zones industrielles accueillent de nouvelles entreprises pour une part provenant de la Région parisienne ou de l'étranger : Parchimy, Boehringer, General Foods, ICI, Electrolux, Citroën... Ces activités viennent prendre le relais de l'activité textile antérieure déclinante et aussi de l'alimentation. La métallurgie est alors le secteur le plus important avec 36,4 % des emplois (PUM, Forges et ateliers de Combeplaine, Tissemétal, Arthur Martin, Rigida, Reims-Aviation, Remafer, Citroën, Chausson, Schlumberger... Le champagne ne représente que 12, 6 %, les verreries 11,2, le textile 10 %, la Chimie 8,6, les industries alimentaires 3 %... Le premier hypermarché est construit à Tinqueux par l'architecte Claude Parent et illustre son principe de l'oblique. En ce qui concerne l'analyse urbaine, nous avons avec le plan Rotival, une hyper-spécialisation de l'espace avec le renforcement des fonctions spécialisées dans l'espace et une relation entre les zones essentiellement envisagée par des infrastructures routières. La fonction portuaire liée au canal est abandonnée. Seule se développe sur les bases existantes mais de façon marginale, le trafic aérien. Le développement de l'agglomération est strictement limité à quelques communes de l'agglomération : Reims, La Neuvillette, St Brice-Courcelles, Tinqueux et Cormontreuil. Bezannes reste un village agricole de 500 habitants et Bétheny est une commune-dortoir de cadres moyens qui accèdent à la propriété dans des lotissements pavillonnaires construits les uns après les autres.
Le territoire communal est déjà trop étroit et c'est à Tinqueux qu'est, en 1978, construit le premier hypermarché de Reims, GEM, par les établissements Goulet-Turpin avec l'architecte Claude Parent allié familialement aux Goulet-Turpin.
Dans le cadre du plan Rotival, la politique d'accueil de nouvelles entreprises (Reims, terre d'accueil pour les activités nouvelles) se concrétise avec la poursuite du développement de la zone industrielle Ouest par la CCI sur 110 hectares avec une desserte ferroviaire en sus du port sur le canal et par l'aménagement de la zone industrielle Sud-ouest sur 200 hectares. L'ambition est énoncée à l'époque est de 400 hectares de zones industrielles avec en sus un centre d'activités tertiaires pour doter la ville des équipements à la hauteur de son ambition de métropole régionale.
L'université se développe avec en parallèle le développement des infrastructures d'accueil des étudiants dont 1 500 chambres et deux restaurants universitaires. En 1969, Reims compte déjà 14 100 étudiants. La ville se dote d'équipements importants en sus du développement du CHU : maison de la culture, piscine-patinoire Chaussée Bocquaine, parc Léo Lagrange... Enfin, Jean Taittinger œuvre personnellement pour l'infléchissement de l'itinéraire de l'autoroute afin qu'elle traverse Reims et assure en même temps une fonction de distributeur urbain conformément au plan Rotival. Cette volonté est déjà explicite dans le Libre Blanc Reims, centre régional et anticipée par la création d'une ZAD pour commencer les acquisitions foncières le long de la Vesle. La décision définitive est annoncée au JO du 24 décembre 1972.
Reims se positionne au niveau européen dans le cadre de la ZANC (Zone d'appui Nord Champenoise). Un document édité par la mairie en 1969 explicite bien l'ambition de l'équipe Taittinger en titrant par exemple Reims, fleuron de la couronne du bassin parisien. Ainsi peut-on lire que « Reims se présente comme l'une des pièces principales de l'armature urbaine du Nord-Est et les instances nationales ont parfaitement perçu le rôle que Reims, centre régional, peut et doit jouer dans une politique nationale d'équilibrage de l'armature urbaine »[réf. nécessaire].

#### Les outils du développement contemporains de Reims
Les outils de mise en œuvre du développement de la ville en sus des trois organismes HLM et du COPLORR pour la construction de logements, de la CCI pour les zones industrielles, seront la SEDMA (société d'équipement des deux Marne), société d'économie mixte et le BEUR (Bureau des études urbaines de Reims). Le BEUR créé en 1968 est le bureau d'études que la ville met en place pour conserver la maîtrise de son développement urbain avec à sa tête un ingénieur des Ponts et Chaussées, M. Delauzun. La SEDMA alors présidée par M. de Courçon et dirigée par M. Dutoit est l'opérateur des nouvelles opérations à mettre en œuvre dont la rénovation de Saint-Rémi et du quartier Hincmar et la ZUP de Croix-Rouge. L’État de son côté met en place l'Agence d'urbanisme à partir d'un des services de la DDE, le GEP (groupe d'études et de programmation) qui fusionne avec le BEUR en 1971 et s'installe rue Gosset. Le premier travail de la nouvelle agence d'urbanisme sera l'étude du SDAU (Schéma directeur d'aménagement urbain) qui sera publié en 1973.
Par ailleurs, le CEARR avait déjà évoqué dans les travaux de l'après-guerre l'exiguïté du territoire rémois.  Le district de Reims est créé le 10 juin 1964 et regroupe les communes de Reims, Bétheny, Bezannes, Cormontreuil, Saint-Brice-Courcelles et Tinqueux. Il est doté de larges compétences en sus des compétences obligatoires et notamment celles de l'aménagement urbain et deviendra Reims Métropole au début des années 2000. La commune de la Neuvillette déjà créée au XIXe siècle à partir de territoires appartenant aux communes de Bétheny, Reims, Saint-Thierry et Courcy est fusionnée en 1970 avec la ville de Reims.
De plus les acteurs locaux mettent en place un outil foncier original, la SOPOC (Société foncière champenoise) qui regroupe la SAFER, la CCI, le Foyer Rémois et le COPLORR. Son but est de négocier notamment avec les agriculteurs l'acquisition de réserves foncières en périphérie de l'agglomération. C'est ainsi que le Foyer rémois peut acquérir la ferme Demaison dans le prolongement de la cité du Chemin Vert et ceux entre la cité du Chemin Vert et la ZI Nord-Est.

### La rénovation de St Rémi
La rénovation urbaine, dans le contexte juridique de la moitié du XXe siècle, a un sens très précis : il s'agit de raser complètement des quartiers anciens de centre-ville, souvent insalubres, pour y construire à la place des immeubles et des équipements nouveaux dans un objectif de densification. Les premières opérations de ce type furent celles de Rouen dès 1952 et celle de Nancy.
C'est avec la création en 1966 du ministère de l'Équipement que se met en place une seconde vague de rénovations urbaines. La ville de Reims est en pleine dynamique de développement inaugurée à l'arrivée de Jean Taittinger aux commandes de la Mairie et par la création d'un service de l'urbanisme dirigé par l'ingénieur des Ponts et Chaussées M. Delauzun, le CELAM et la CEARR. La rénovation du quartier St Rémi, entre la basilique et le port, vise à offrir des conditions d'habitat « modernes » pour les cadres des entreprises que Reims entend avec la CCI faire venir sur la région. La qualification d'insalubrité pour fondée qu'elle soit, ne recouvre cependant pas tous les immeubles et les maisons de ce quartier ouvrier non loin du port et de la verrerie Charbonneaux. « Il convient de s'adapter aux besoins d'une population accrue, jeune, au niveau de vie amélioré ». Il s'agit de faire de ce nouveau quartier « une zone résidentielle pour cadres ». Les études sont réalisées par la SEDMA à la fin des années soixante et c'est en 1971 que Jean Taittinger tranche sur les orientations à mettre en œuvre et met en révision le plan d'urbanisme de détails (PUD).
C'est à la SEDMA (Société - d'économie mixte- d'équipement des Deux Marne) qu'est confiée l'opération qui s'étend sur 22 hectares. Il s'agit non seulement de raser le quartier, de reloger les habitants dans les ZUP de la périphérie, mais aussi d'implanter de nouveaux équipements dignes d'une métropole régionale. Toutefois, sous la pression des commerçants du centre-ville qui craignent une concurrence, seuls des commerces de proximité seront implantés en rez-de-chaussée des immeubles. Une ZAD a été créée pour permettre l'acquisition progressive des immeubles acquisitions qui s'achèveront dans le cadre d'expropriation avec des DUP (déclarations d'utilité publique). L'opération va aussi intégrer l'îlot Paul-Doumer et le quartier Hincmar qui bordent l'ancien port désaffecté du canal. Le programme initial prévoit 62 000 m2 de surface de commerces et 75 000 m2 de surface pour des parcs de stationnement en silos. Il est fait abstraction du tracé ancien des voies. C’est un nouveau quartier avec des esplanades aérées qui est dessiné dans la suite des projets de Camelot et de Rotival.
L'opération se fera en trois temps : le premier intègre le quartier Fléchambault sous l'ère de Jean Taittinger et la seconde notamment avec le quartier Hincmar, sous celle de Claude Lamblin élu maire en 1977. L'opération Fléchambault permet l'implantation d'une nouvelle population de cadres et de fonctionnaires. Les premiers équipements qui seront implantés dans ce nouveau quartier seront : le Rectorat et la cité administrative puis le tribunal, l'agence d'urbanisme... Pour les logements, il est fait appel essentiellement à la promotion privée.
Dans ce second temps, des logements sociaux sont construits le long du canal dont le Ruban Bleu par l'Effort rémois avec comme architecte Paul Chemetov. Il s'agit alors de réintégrer dans le centre-ville des populations qui pour une large part ont été rejetées dans les grands ensembles de la périphérie. Un parc en silo, le seul qui sera réalisé sur les 75 000 m2 prévu sera réalisé derrière le musée Saint-Denis. Un concours sera lancé pour l'aménagement provisoire des abords de la basilique. Le projet retenu sera celui de Laurent Bourgois, Pierre Eidekins et Patrice de Turenne.
Le projet de réorientation de la rénovation par la municipalité socialo-communiste sera lui aussi infléchit par les municipalités de Jean Falala et de Jean-Louis Schneiter avec la construction notamment d'une médiathèque à la place de l'ancien commissariat central, la construction du conservatoire, la construction de nouveaux logements rue de Venise.
L'une des conséquences de la destruction massive de témoins de l'habitat ancien va amener à une protection de 82 édifices dans la ville en 2008.
Si l'opération a induit une forte densification de l'habitat, il est néanmoins aménager un parc derrière la basilique dont les abords sont dégagés. Les anciens remparts (la butte Saint-Nicaise) sont aménagés. « Le parc des Buttes Saint-Nicaise recouvre 3,3 ha. Dans la continuité du parc des Arènes du Sud, ce parc très arboré se situe sur l’emplacement des anciens remparts, démolis à la fin du XIXe siècle, dont subsistent une tour et une poterne, seuls vestiges rémois de l’enceinte médiévale de la ville. Une partie des remblais en craie serait issue du creusement des caves de champagne. Le parc est classé au titre de la loi sur les sites, la tour de l’ancienne poudrière est classée monument historique » .
Avant le quartier St Remi comprenait, sur 22 hectares, 1 500 logements dont 1 300 d'insalubres, 3 500 habitants dont 1 500 actifs avec 60 % d'ouvriers, 19 % d'employés et 10 de commerçants et artisans. Après la rénovation, il comprend 2 500 logements dont seulement 545 HLM.

### Les nouveaux quartiers d'habitation
La ville va se transformer très rapidement en utilisant la procédure de ZUP créée après la guerre pour faire face aux besoins induits par le baby-boom et le développement économique des Trente Glorieuses.  La seconde caractéristique d'un programme ambitieux de près de 25 000 logements, sera la part prise dans cet enjeu de développement par les trois organismes HLM locaux et l'importance de l'habitat locatif.
Répartition des constructeurs et des types de logements de 1962 à 1970.
| Lieu de construction           | Nombre de logements | Nombre HLM | % HLM | Locatifs | % locatifs |
| ------------------------------ | ------------------- | ---------- | ----- | -------- | ---------- |
| En diffus dans le tissu urbain | 9 598               | 2 787      | 29    | 6 220    | 65         |
| Rénovation St Remi             | 2 500               | 545        | 23,5  | 1 395    | 60         |
| ZUP                            | 13 872              | 12 000     | 86    | 12 225   | 87         |

Ce tableau montre aussi la place particulière et originale prise par les constructeurs de logements sociaux dans la croissance de la ville. C'est là une situation déjà analysée. Elle résulte des réflexions du CEARR qui dès 1944 s'interroge sur la problématique du logement en lien avec le développement économique. Cela donnera naissance à l'instar du CIL (comité interprofessionnel du logement) de Roubaix-Tourcoing, du CIRH (Comité interprofessionnel rémois de l'habitation) qui deviendra ensuite le COPLORR.
Le COPLORR (Comité paritaire du logement de la région de Reims) met en œuvre une gestion paritaire du logement avec d'une part les syndicats représentés par Charles Guggiari de la CGT et qui dirige aussi le journal L'Union issu de la Résistance et d'autre part la SA HLM L’Effort rémois avec Bertrand de Voguë dès le 13 février 1947 sous la forme d'une association loi 1901. Cet organisme de gestion paritaire va, avec la création du 1 % en 1953 (versement de 1,5 % de la masse salariale pour la construction de logements sociaux), accroître son action en faveur du logement social.
Répartition des programmes de constructions neuves entre 1962 et 1970.
| ZUP                       | Nombre de logements | OPHLM | SA HLM L'Effort Rémois | SA HLM Le Foyer rémois | Total des 3 sociétés HLM |
| ------------------------- | ------------------- | ----- | ---------------------- | ---------------------- | ------------------------ |
| Orgeval                   | 2 391               | 438   | 852                    | 764                    | 2 054                    |
| Europe                    | 1 973               |       |                        | 1 893                  | 1 893                    |
| Châtillons                | 3 113               |       | 2 807                  |                        | 2 807                    |
| Croix Rouge Université    | 2 582               | 1 929 | 161                    | 91                     | 2 181                    |
| Croix Rouge administratif | 3 813               |       | 1 077                  | 2 010                  | 2 087                    |
| Total                     | 13 872              | 2 367 | 4 897                  | 4 758                  | 12 022                   |

L'analyse montre d'une part la ségrégation sociale entre le centre-ville avec des opérations privées (Rénovation St Rémi) et le rapport en périphérie des classes ouvrières et moyennes (ZUP). Par ailleurs, on constate que des opérations entières sont confiées à un seul organisme hormis le quartier Orgeval confié aux trois organismes HLM et le quartier Croix-Rouge administratif confié aux deux seuls organismes privés.
Wilson
Le quartier Wilson a été réalisé de 1956 à 1961. C'est le premier grand ensemble d'HLM de la ville.
Le maire René Bride veut en faire une opération exemplaire qu'il confie à la SA HLM Le Foyer rémois (837 logements) et à la SA HLM L'Effort rémois (360 logements).  L'opération a alors pour nom SIR 1 et SIR 2 (Secteur industrialisé de reconstruction). Le plan masse et la réalisation sont confiés à l'architecte et urbaniste Xavier Arsène Henry(1919-2009), grand prix de Rome, et son frère Luc, disciples de Le Corbusier. Il comprenait 700 logements en barres et deux tours. Ces logements ont été réalisés, pour faire face à la demande en logements liée au baby-boom, de façon industrialisée avec des éléments préfabriqués. À l'achèvement, 1 309 logements sont réalisés sur 12,38 hectares soit une densité de 106 logements/hectares.
Le quartier est délimité de façon très nette avec au Sud-Ouest avec la voie SNCF, au Nord-Ouest avec le boulevard Franchet d'Esperey et au Nord-Est avec le boulevard Wilson. Réhabilités dans les années 1970 (opération HVS - habitat et vie sociale), ces logements devenus obsolètes ont été détruits en 2003. Le quartier comprenait un centre commercial avec une église (St Jean Marie Vianney) et l'un des premiers supermarchés de Reims (Radar) ouvert en 1968 après celui (express-marché) de la place Mozart. Il bordait le champ Mencière qui servit de casernement provisoire aux troupes américaines à la fin de la seconde guerre mondiale. C'est sur ce champ qu'a été réalisé le franchissement de la voie Hincmar qui mènent au quartier Croix-Rouge et au campus universitaire.
La ZUP d'Orgeval
Le quartier de l'Europe
La réalisation a été confiée au Foyer rémois qui va réaliser la quasi-totalité des logements sur 43 hectares sur la base d'un plan masse dessiné par l'architecte Jean-Loup Roubert, grand prix de Rome.
Les Châtillons
La ZUP Croix-Rouge
La ZAC (zone d'aménagement concerté) est une procédure de mise en œuvre opérationnelle qui succède aux ZUP (zone d'urbanisation prioritaire). Elle permet l'acquisition et l'aménagement des terrains destinés à l'urbanisation (habitat, activités...). La ZUP Croix-Rouge comprenait initialement trois quartiers qui ont été séparés en trois procédures distinctes compte tenu de l'évolution des procédures dans le temps et aussi de la taille même des opérations avec au total 15 000 logements.
Quartier Croix-Rouge
Le 25 août 1962 sur 270 hectares de terres arables, sur une hauteur sont déclarées d'utilité publique, les travaux ne commencerons qu'en 1968.
La ZAC de Murigny 1
La ZAC de Murigny 2
Cette opération de 138 hectares a été créée en 1973. Elle est étudiée dès 1977 par l'Agence d'urbanisme de Reims avec comme architecte Alain Coscia-Moranne et comme paysagiste Alexandre Chemetoff assisté alors de Michel Massot. Interviennent aussi des coloristes : Denis Lascève et Dominique Laidebeur. Le programme initial est de 1755 logements dont 1275 maisons individuelles et une zone commerciale de 30 hectares.
L'aménageur est la SEDMA (Société d'équipement des deux Marnes qui sera dissoute en 1990). Il comprend aussi deux écoles primaires et maternelles, un collège, un gymnase, une piscine couverte, un centre commercial de quartier et un équipement socioculturel. Sont aussi intégrés à ce programme des espaces verts de jeux et de loisirs. Pour une large part, cette opération s'inspire des cités-jardins. L'opération débute dès 1976 avec l'étude de l'opération Diapason : une expérience de participation des habitants à la conception de leur habitat avec les architectes Humbert Di Legge et Gilles Borderioux pour le compte de la SA HLM L’Effort rémois et son président Jacques Richard, alors président de Fédération des SA HLM de France. Cette opération inspirée de la démarche de l'architecte belge Léon Krier à Woluwe St Pierre et aussi de l'Alma-Gare à Roubaix et Louvain-la-Neuve en Belgique. Cette démarche sera réitérée par les mêmes architectes associés à Jean-Jacques Dupuy, paysagiste et François-Xavier Tassel, urbaniste, pour une ZAC de 400 logements à St Brice-Courcelles, la ZAC du Mont Hermé toujours avec la SA HLM L'Effort Rémois en 1978.
La ZAC de Murigny 2 va chercher à rompre avec la monotonie des lotissements et mélanges les programmes et les formes d'habitat dans une souci constant de recherche de qualité de vie notamment aux travers les aménagements extérieurs et les espaces verts. Cette opération fut aussi l'occasion d'expérimenter de nouvelles formes d'habitat (opération avec les architectes BCDE…) et aussi de construction en commençant à intégrer la problématique des économies d'énergie. L'opération est achevée an 1998 et seuls ne seront pas réalisés la crèche et le collège prévus initialement. Par contre une troisième école sera réalisée pour faire face aux besoins du quartier (rue Richelieu). Au total auront été construits : 2 294 logements dont 1 103 collectifs, 1 191 individuels dont 249 locatifs et 942 en accession à la propriété. La zone d'activités compte aujourd'hui 62 commerces et entreprises et près de 700 emplois.
La ZAD de la Husselle et le préverdissement
Un terrain triangulaire de 28 hectares à moins d'un kilomètre du centre-ville et délimité par les voies ferrées est un îlot difficilement accessible avec un unique pont. Non loin des quartiers périphériques où ont été rejetés les populations les plus modestes comme le quartier de Tunisie aux confins de la ville, ce quartier surnommé le Maroc va être une zone où vont se regrouper dans un bidonville les populations les plus pauvres de l'agglomération et notamment les nomades et les gitans. C'est là qu'œuvre ATD Quart Monde dès sa création à Reims en 1970 avec notamment Claude Ferrand.
C'est à la suite d'un incendie qui détruit en mars 1978 la cité de transit Henri Gand de la SONACOTRA que se pose le problème du relogement des populations marginales. Une étude est confiée à la SEDMA. Le site retenu est celui de la Husselle qui a triste figure. Aussi avant que d'entreprendre des aménagements coûteux dans un quartier mal desservi, il est procédé à un préverdissement sur la base d'un plan masse élaboré par les paysagistes Alexandre Chemetoff et Michel Massot avec des plantations et aussi des jardins familiaux pour interdire le retour des populations évincées. L'Agence d'Urbanisme étudie avec Alain Coscia-Moranne un plan masse qui ne sera pas réalisé.
Ce n'est que 30 ans plus tard avec notamment la réalisation des voiries qui désenclavent le secteur que ce quartier à cheval sur les communes de Reims et de Bétheny est urbanisé dans le cadre de la ZAC de la Husselle avec une vocation d'activités. Ce parti d'aménagement évolue dans le cadre du projet Reims 2020 pour y accueillir aussi de l'habitat en relation avec une autre opération de l'autre côté des voies ferrées, rue de la 12° escadre.
Le centre-ville

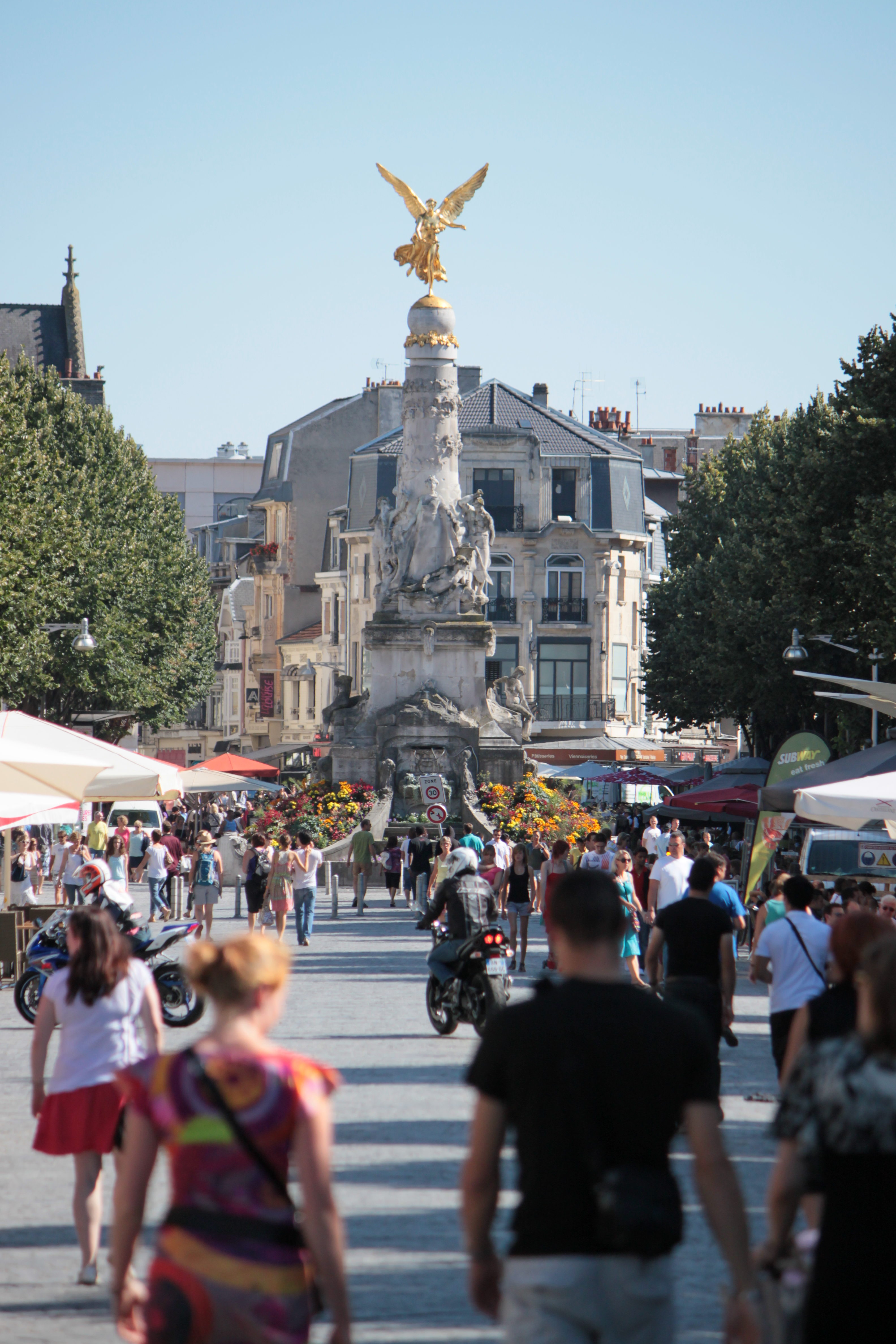
La Place d'Erlon piétonne.

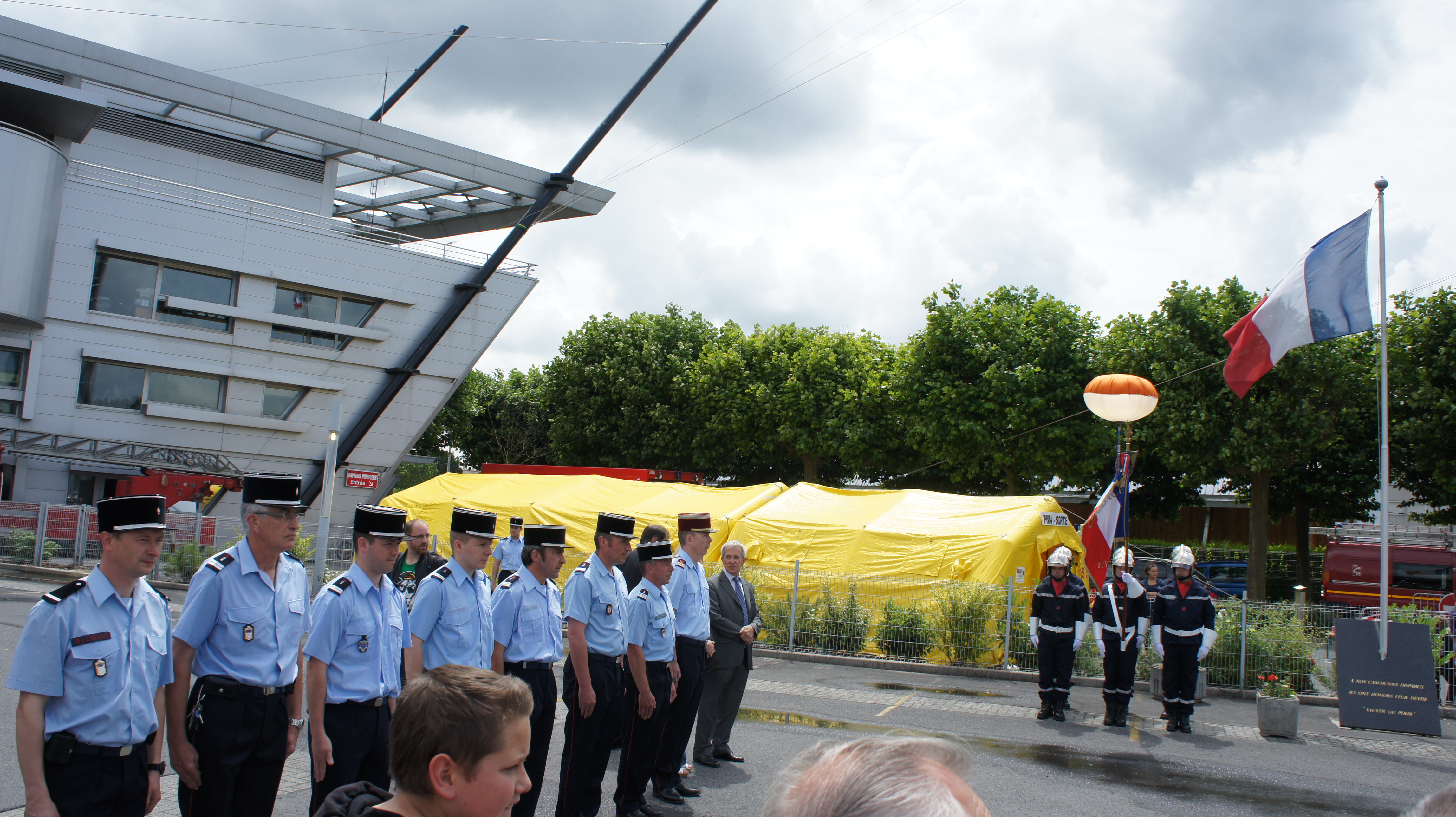
La caserne des pompiers.

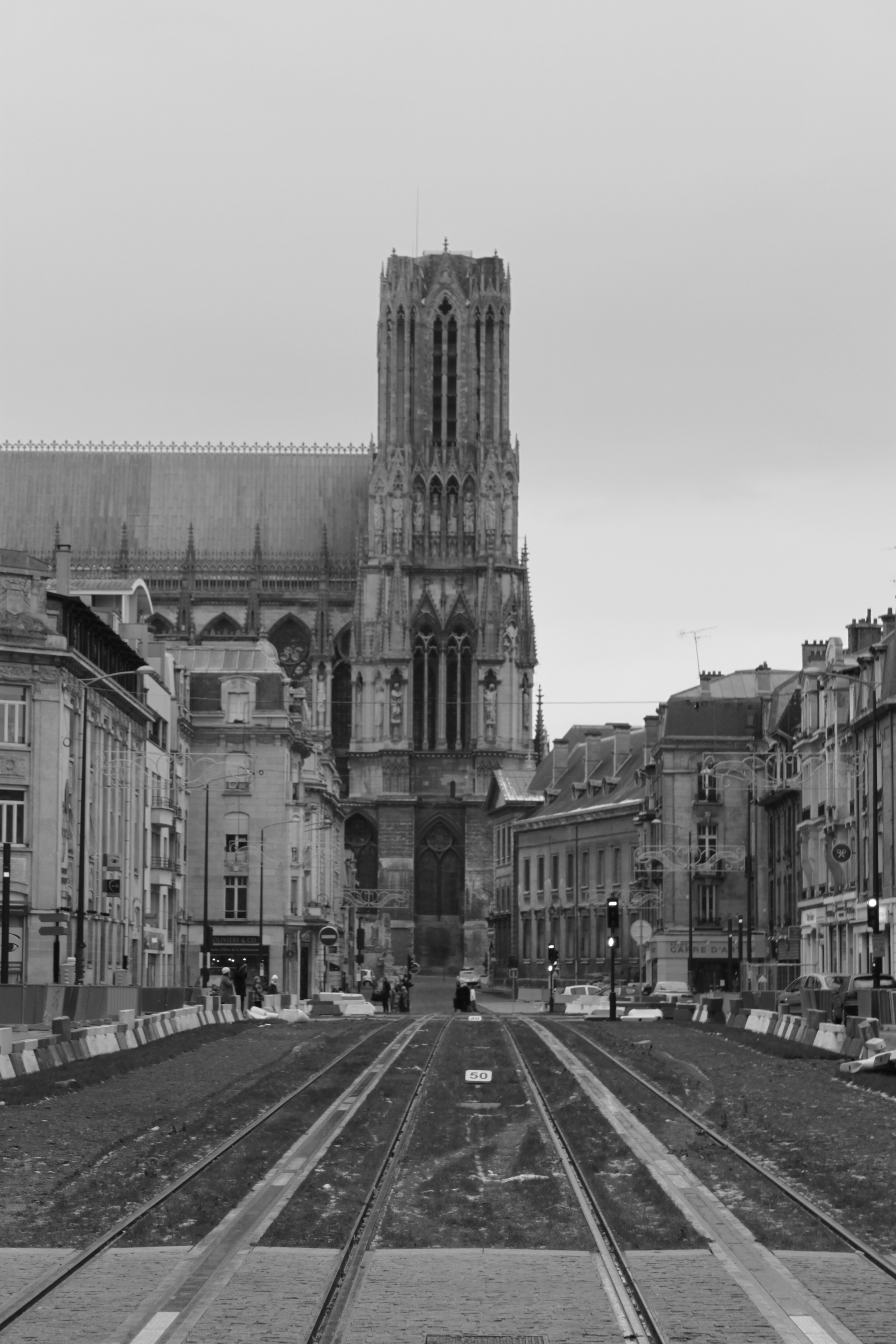
Le cours Langlet avec le nouveau tramway.

Le centre-ville encore aujourd'hui correspond à l'ancienne enceinte médiévale. Sa reconstruction après la guerre 14-18 lui permet de passer le XXe siècle sans modifications majeures pour ce qui est de la trame urbaine hormis la création du pont Hincmar. Les bâtiments de la même époque résistent au temps et aux mutations des commerces. Les modifications majeures qu'il faut noter sont la piétonisation du haut de la rue de Vesle par la municipalité de Claude Lamblin après l'essai avorté de Jean Taittinger la dernière année de son mandat en 1975 et ce malgré l'opposition d'une partie des commerçants du centre-ville. L'aménagement est « rustique » est sans grande valeur esthétique. La piétonisation de la place d'Erlon par la municipalité de Jean Falala au début des années 1980 fera l'objet d'un concours et c'est le projet de Jean-Michel Jacquet qui va être réalisé en même temps qu'un parking souterrain sous la place en face de la gare en 1987. Dans le prolongement est aussi pétionisée la place Buirette. Un parking est aussi construit derrière les Magasins modernes.
Le commerce évolue et Fernand Pouillon réalise en 1974 un complexe place d'Elon qui comprend un cinéma rénové (Le Lion d'or), des commerces avec une galerie marchande et des logements. Les anciennes enseignes des grands magasins qui ont fait le fleuron de la ville changent de nom : les Magasins modernes, rue de Vesle, le Grand Familistère au théâtre, Monoprix rue Talleyrand, les Galeries rémoises... La FNAC s'installe avec Monoprix dans une nouvelle galerie marchande, érigée en partie sur le site de l'ancien cinéma permanent "L'ACCIN" et qui relie la Place Buirette à la place d'Erlon. La maison qui fut le siège de la Gestapo longtemps inoccupée ne se transforme pas en musée de la Résistance mais en square pour les habitants du quartier. Le cirque en bas des Promenades retrouve une nouvelle jeunesse. Le commissariat central de police quitte la rue Libergier pour aller dans de nouveaux bâtiments près de la gare et à la place est construite une médiathèque. L'hôtel des Impôts est installé à Saint-Remi et la caserne des sapeurs pompiers, rue Chanzy, est reconstruite le long de la Vesle. Les anciens abattoirs, Porte Paris, sont remplacés par des cliniques et une polyclinique est construite dans le parc de l'ancien sanatorium Mencière rue Courlancy. Le quartier Hincmar compris dans la rénovation de Saint-Rémi va être reconstruit durant la municipalité de Claude Lamblin pour la façade qui est le long du boulevard Paul-Doumer, réintroduisant un peu de logement social dans le centre-ville.
L'aménagement le plus spectaculaire est sans doute l'aménagement du Parvis de la cathédrale mainte fois remis sur le tapis. Après concours c'est le projet dû aux architectes J.I. Linazasoro / N. Thienot, C. Ballan qui est enfin réalisé.
C'est le projet de tramway étudié sous la municipalité de Jean Falala et qui sera inauguré en 2011 qui va susciter le plus de controverse notamment dans sa traversée du centre-ville. Le projet sera repoussé une première fois pour être ensuite réalisé par la municipalité de Jean-Louis Schneiter.
Les grands équipements

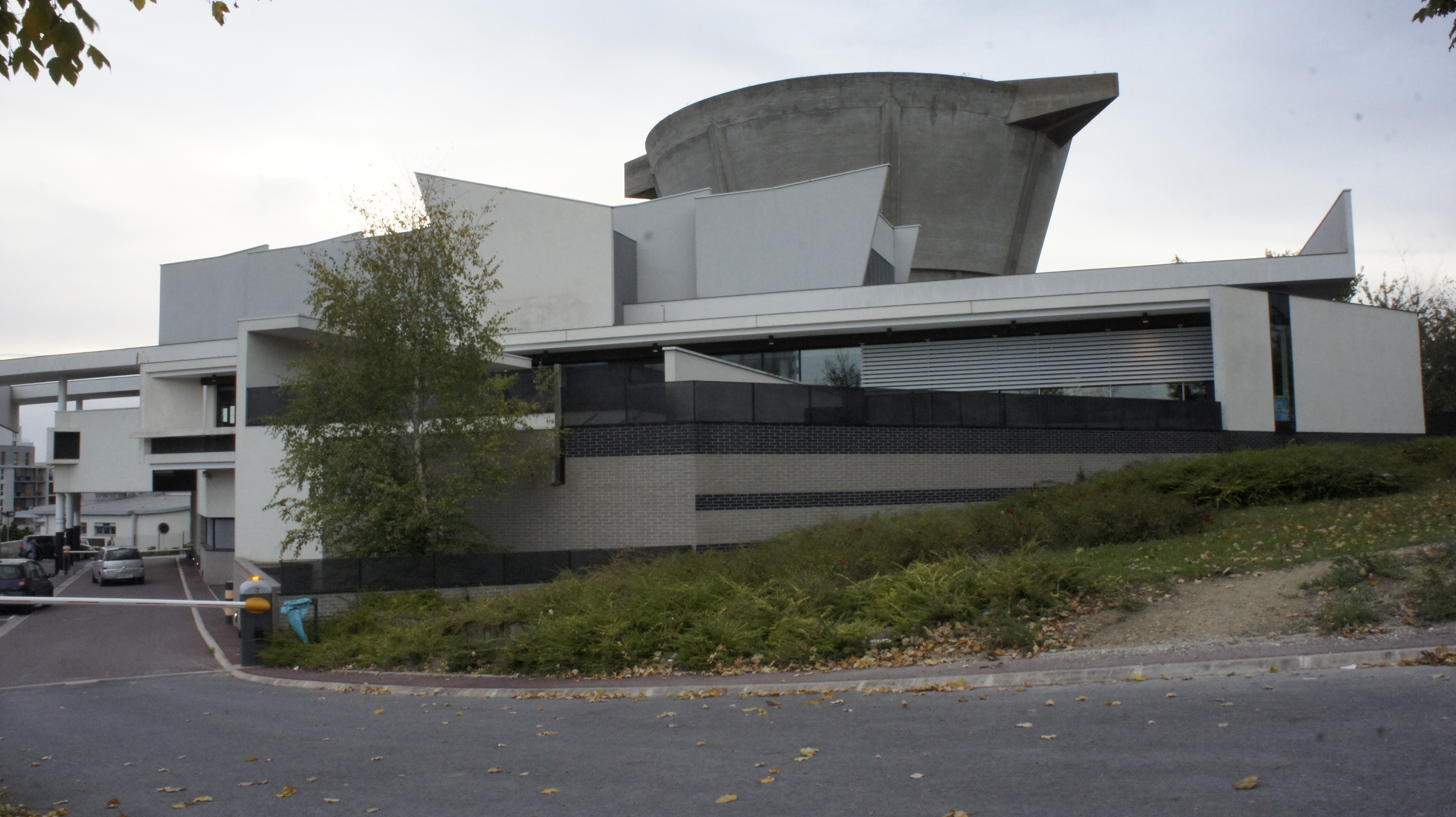
Bibliothèque et château d'eau de Croix-Rouge.

Dans la dynamique du plan Rotival, la ville se dote d'un certain nombre d'équipements qui lui confère une stature régionale et nationale. Ces bâtiments ou espaces publics témoignent de l'architecture et de l'urbanisme contemporains :
- La maison de la Culture André-Malraux rebaptisée La Comédie dans le parc du Pont de Vesle. Inaugurée en 1969 par Edmond Michelet. Architecte : Jean Lecouteur. À proximité est aussi édifié le Centre international de Séjour.
- Le parc Léo-Lagrange. Ce parc de près de 12 hectares a été réalisé en 1978 à l'emplacement des jardins maraîchers établis sur les limons de la Vesle et d'un ancien parc privé, à proximité du stade Auguste-Delaune. Il a été par le paysagiste Jacques Segard.
- L'hôpital Robert-Debré
- Le Campus de Croix-Rouge
- Le château d'eau de Croix-Rouge
- Nouvelle caserne de pompiers. Sur le bord de la Vesle et de l'autoroute. Architectes : Di Legge et Borderioux.
- La cartonnerie. Ouverte en 2005. Architecte : Jacques Ripault Architecture.

### L'agglomération rémoise

#### Le SDAU
Le SDAU de la région de Reims
L'histoire de l'urbanisme de Reims est marquée depuis la fin du XIXe siècle par une démarche constante de planification et par deux fois au moins originale et expérimentale au regard du processus national (reconstruction et plan Rotival). Force est de constater sur le terrain les effets de cette volonté de maîtriser et d'impulser le développement de la ville au regard notamment des contingences économiques et sociales. Les ambitions fortes formulées par le CEARR sitôt la première guerre mondiale n'atteindront pas les objectifs fixés malgré l'ampleur des réalisations. La croissance semble stagner après les « trente glorieuses », les années soixante-dix. Aussi Georges Colin avant d'accéder à la présidence du district de Reims en 1976 s'interroge sur les raisons de l'efficacité de la planification stratégique au regard du développement urbain. Il y voit une raison majeure qui est la nature même de ces documents qui ne sont en rien des éléments opérationnels mais des documents d'intention. La seconde raison est l'aspect essentiellement réglementaire des POS qui interdisent ou autorisent des usages et définissent des règles de construction, mais qui en rien n'incitent ou poussent à l'action. Cela est encore vrai avec les PLU même s'ils sont précédés aujourd'hui d'un PADD (plan d'aménagement de développement durable) censé en exprimer les orientations politiques. La troisième raison évoquée, est aussi que la seule condition de mise en œuvre de tels documents fasse l'objet d'un consensus et de l'engagement de tous les acteurs locaux, régionaux et nationaux. Il apporte pour preuve la superposition des documents :
- 1943 - Étude du plan Camelot
- 1958 - Étude du plan Rotival
- 1960 - Approbation du plan Camelot
- 1967 - Étude du SDAU et du POS
- 1970 - Étude de la ZANC (Zone d'appui Nord-Champenoise (Reims, Épernay, Châlons-sur-Marne)
- 1971 - Approbation du plan Camelot
- 1975 - Approbation du SDAU.

La confrontation des dates permet aussi de constater la longueur du temps entre l'étude d'un plan et son approbation, ce qui est souvent justifié par la souplesse et la gestion au coup par coup de ces périodes de remise en cause. Il faut constater qu'à Reims, jusqu'en 1976, c'est le poids des acteurs locaux qui se sont interrogés avant la seconde guerre mondiale sur le développement de la ville, qui a été un facteur de dynamisme. Ces acteurs se sont retrouvés dans les diverses instances comme le CEARR, la CCI, le COPLORR, les organismes HLM. etc.
Après les études du CEARR, l'Agence d'urbanisme nouvellement créée, réalise l'étude de la ZANC (Zone d'appui Nord Champenoise) sur un vaste périmètre qui regroupe l'aire d'influence économique de Reims, Épernay et Châlons-sur-Marne. Plusieurs scénarios sont imaginés (ZANC, perspectives de développement, 1971, Agence d'urbanisme de Reims). Schéma 1 - développement de Reims sur lui-même, radio-concentrique / Schéma 2 - développement linéaire de Reims sur l'axe de la RN 44 Prunay - Reims- Cormicy) et schéma 3 - Développement éclaté avec des pôles de développement secondaires autour de Reims). C'est le schéma 2 qui assoit la prépondérance de Reims et qui va servir de base au Livre Blanc conformément aux volontés du maire de Reims, Jean Taittinger.
Le SDAU est le premier document qui va permettre, à l'échelle locale, une prise en compte d'un territoire qui dépasse largement l'aire de l'agglomération rémoise avec 137 communes. Toutefois ce territoire est loin de représenter l'influence réelle de Reims avec une aire urbaine qui couvre aussi le Sud du département des Ardennes et de l'Aisne. C'est au sein de la CLAU (commission locale d'aménagement et d'urbanisme) chargée d'élaborer le SDAU avec le support technique de l'Agence d'urbanisme que va se dessiner un compromis avec le milieu périurbain.
Toutefois, la CLAU, présidée par Jean-Schneiter alors adjoint au maire  de Reims, est largement dominée par les représentants de la ville centre. Cela entraînera la démission fracassante d'Albert Vecten lors de la « fronde de Sillery ». Lors de la réunion d'information sur le SDAU réclamée par les élus locaux qui aura lieu dans la salle des fêtes de la commune de Sillery le 3 février 1975, une cinquantaine de maires se lèvent derrière Albert Vecten, conseiller général et maire de Muizon, pour contester les orientations développées dans le projet de SDAU. Lors de cette réunion, Georges Colin, professeur de géographie à l'université de Reims, distribue un opuscule expliquant les conséquences du choix retenu par la ville de Reims. Il met en exergue l'ambition démesurée du SDAU avec son objectif de 605 000 habitants et 242 000 emplois : 380 000 habitants pour l'agglomération rémoise, 37 000 pour le secteur de la Haute Vesle, 40 000 pour celui de Cormicy, 41 000 pour la vallée de la Suippes et 50 000 pour Jonchery-sur-Vesles/Fismes.
Il met en exergue le fait que ce sont les ouvriers et employés qui vont être rejetés à la périphérie et qui devront supporter les déplacements vers les nouvelles zones d'emplois prévues en dehors de l'agglomération : Loivre 40 à 80 hectares, 300 à 400 ha à Cormicy et autant à Prunay. Il s'interroge aussi sur les modalités financières d'une telle expansion (note de Georges Colin de 9 pages ronéotypées, 1975 citée et reproduite par Michel Férot et François-Xavier Tassel op. cit.). Amendé aux marges et après un fort travail de persuasion auprès des élus locaux, le SDAU sera approuvé en 1975 pour servir de cadre au développement du pays rémois. C'est en fait une enveloppe largement taillée qui protège les espaces agricoles stratégiques et permet une "rurbanisation" de la périphérie rémoise. Faute d'être accompagnée d'une volonté politique forte et aussi de moyens, la mise en œuvre du SDAU restera bien en deçà des ambitions initiales, bénéficiant principalement à l'agglomération rémoise.
Le dernier tiers du XXe siècle est marqué par une reprise en main du champ de la dynamique urbaine par les élus locaux, notamment avec la loi de décentralisation et le désengagement progressif de l'État comme la diminution des financements du logement social. Il faut aussi noter la disparition progressive de la planification nationale que traduit l'atonie de la DATAR dans le dernier quart du XXe siècle.
Par ailleurs, il faut aussi noter que Reims ne dispose que d'un territoire limité et qu'une grande partie de son urbanisation s'est faite sur les communes périphériques : Cormontreuil, Tinqueux, Bétheny et Saint-Brice-Courcelles, voire Saint-Léonard pour la zone d'activités. L'exiguïté du territoire de Reims Métropole reste encore aujourd'hui une limite à une expansion cohérente et maîtrisée avec par exemple un pôle de compétitivité des agro-ressources sur Bazancourt, un aérodrome sur Prunay qui se trouve hors du District de Reims devenu la communauté d'agglomération Reims Métropole, une zone commerciale sur la commune de Thillois non desservie par les transports en commun, des pôles développement comme Cernay ou Guignicourt dans sa périphérie immédiate, un aéroport (BA 112) à cheval sur les communes de Bétheny et de Courcy...
Aujourd'hui les nouvelles contingences liées au développement durable obligent à mieux prendre en compte aussi l'ensemble du pays rémois. L'agglomération rémoise comprend six communes alors que son aire urbaine qui traduit son influence effective en comprend 175, dont une large part hors de l'aire d'étude du SCOT. Elle se trouve par ailleurs à cheval sur trois départements : Marne, Aisne et Ardennes.

## La ville contemporaine
Évoquer la ville contemporaine en train de se construire et de se développer peut être sujet à polémique. Nous excluons de cet article toutes les appréciations d'une telle nature. Cependant, il est nécessaire de les présenter pour permettre de mieux apprécier la dynamique de développement dans un contexte nouveau mais qui, pour une large part, reste ancrée fortement dans l'histoire fût-elle récente.

### Le quartier Clairmarais: la City rémoise

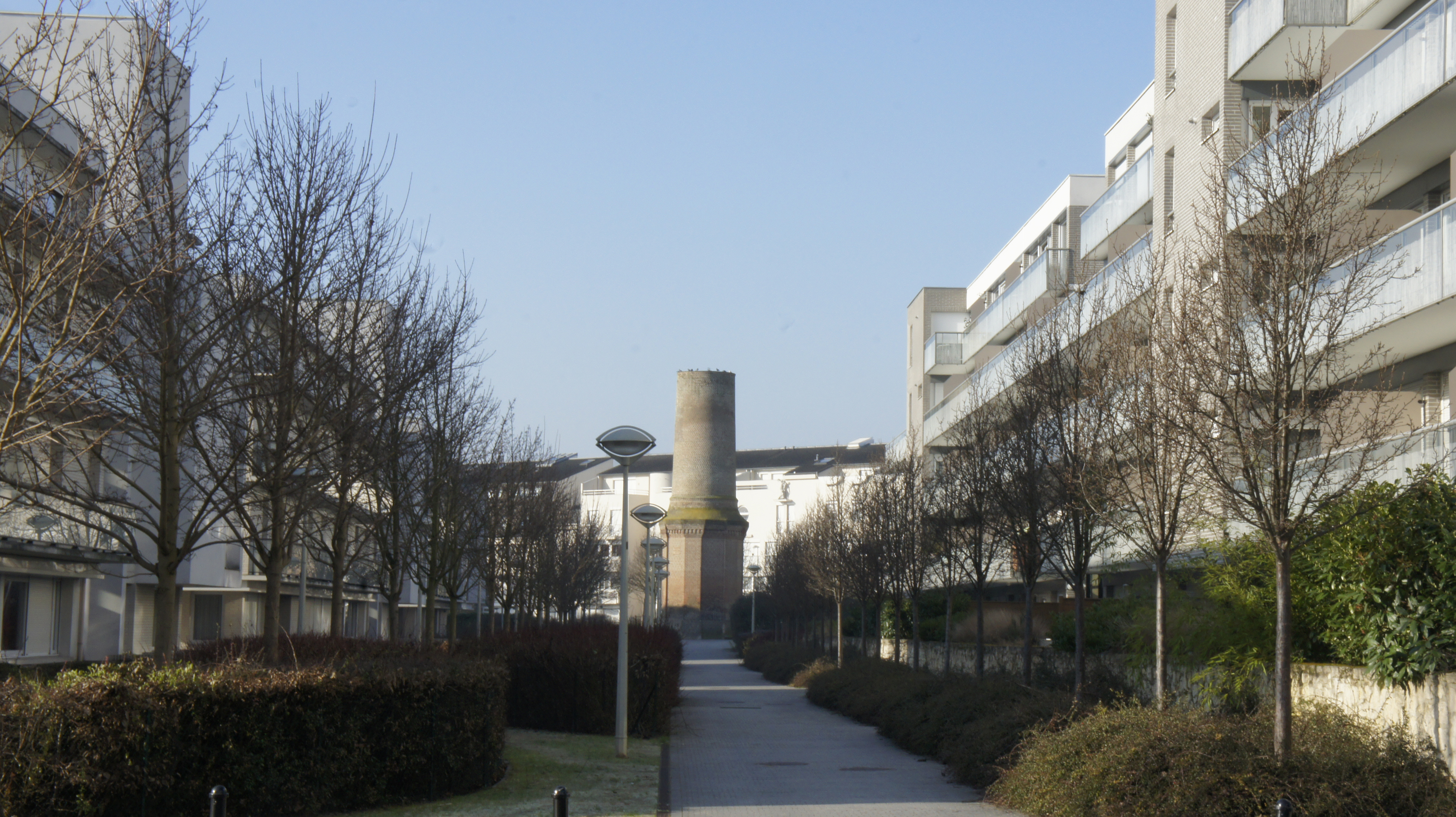
Clairmarais rénové.

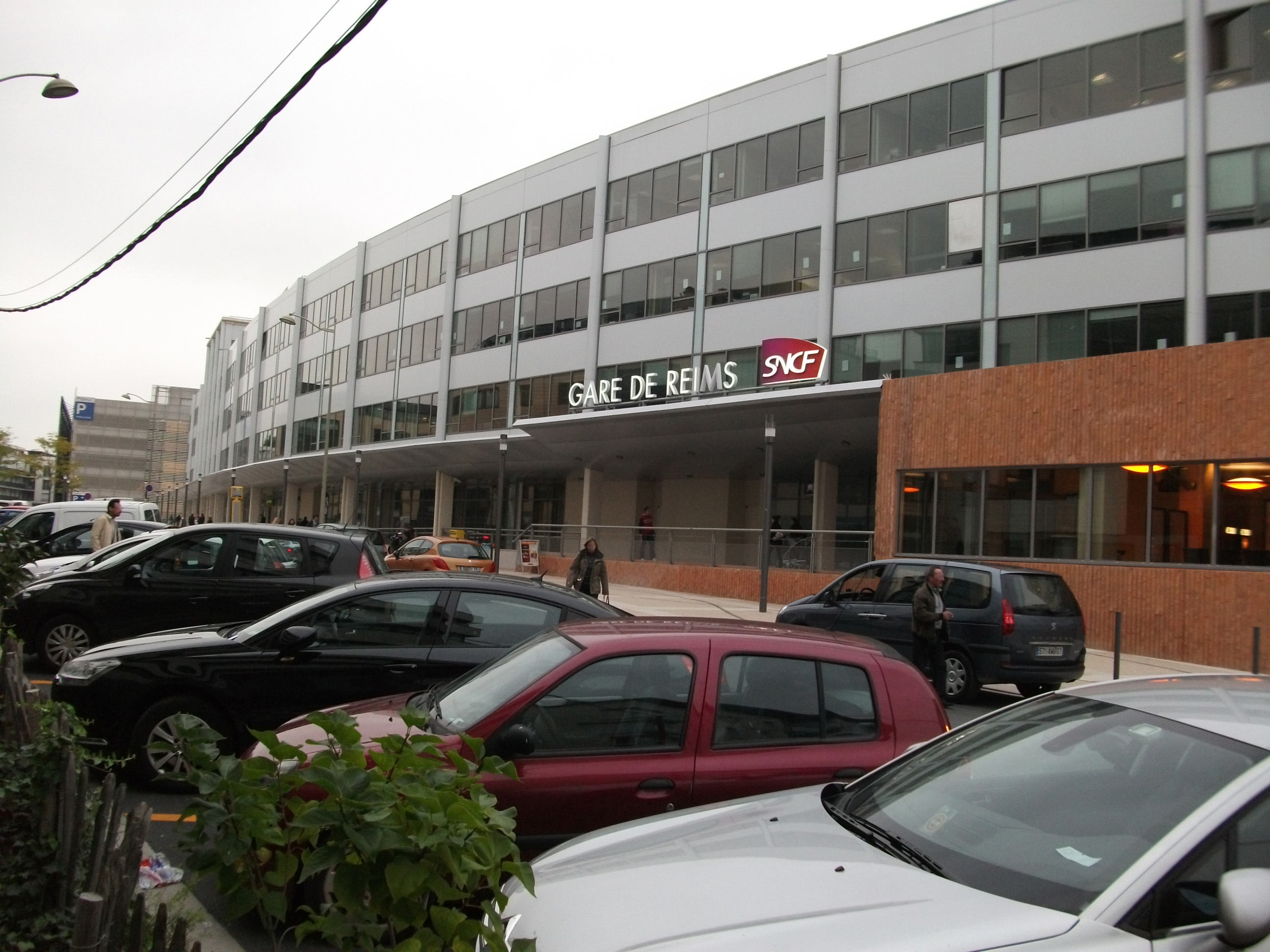
Sortie Clairmarais de la gare.

Le quartier Clairmarais a été construit au-delà de la gare, après la réalisation de la ligne de chemin de fer reliant Reims à Paris d’une part et à l’Est de la France de l’autre. Il a été d’abord occupé par de nombreux établissements de commerces à succursales multiples et aussi d’entreprises comme la biscuiterie Rem. Un lycée technique y est construit entre les deux guerres et qui servira de lieu de reddition pour l’armée allemande. Ces entrepôts devinrent avec la modification des structures de la grande distribution des friches industrielles. Ces terrains en plein centre-ville, sont devenus avec la réalisation de la ligne de TGV Est ouverte en 2007, un enjeu important pour le développement de la ville. C’est alors que sort de terre un nouveau quartier d’affaires avec 30 000 m2 de surfaces de bureaux à proximité de la gare pour un programme qui à terme devra en compter plus du double. Cette opération est aussi en relation avec le réaménagement de la gare desservie par le nouveau tramway et une ouverture sur ce quartier en pleine rénovation.
- Maîtrise d’ouvrage : ville de Reims.
- Opérateurs : Espace ferroviaire aménagement, Crédit mutuel.
- Architectes : Beguin - Macchini, Humbert Di Legge, Arnault Pingat

### La gare TGV Champagne-Ardenne
.

### LaZACdeBezannes
Entre les quartiers de Croix Rouge et Bezannes, a été créée la ZAC de Bezannes. Elle la conséquence directe de l'implantation de la gare de Champagne-Ardenne TGV. Ce petit village rural de Bezannes qui chercha à préserver son caractère de hameau rural avec ses 500 habitants au sein d'une agglomération de plus de 200 000, a du finir par intégrer l'aire de développement du sud de l'agglomération non sans réticence. Mise en œuvre par Reims Métropole, elle fait l'objet d'un partenariat public-privé. La ZAC est aujourd'hui en pleine mutation, avec des milliers de mètres carrés de bureaux ainsi que la livraison de la polyclinique Reims-Bezannes du groupe Courlancy depuis mai 2018.

### L’Aéroport
Reims possède aujourd’hui encore deux aérodromes : celui de Prunay lié à l’usine Reims Aviation et qui accueille les avions de tourismes, et celui de Bétheny qui utilise la piste de la BA 112 et qui est exploité commercialement par la CCI. La ville de Reims fidèle à sa tradition aéronautique va accueillir au début des années 1980 un des centres de Contrôle aérien de Paris.
Le 30 juin 2011, après des cérémonies mémorielles émouvantes, la base aérienne fermait ses portes. La désaffectation de cet équipement militaire entraîne le départ de plus de 1 900 personnels soit un impact la de près de 3600 personnes qui quittent la région rémoise. À ce jour, si les élus locaux n'ont pas souhaité voir se poursuivre des activités liées à l'aérien civil comme militaire, le devenir de la base dont les terrains sont à cheval sur les communes de Bétheny et Courcy n'a pas encore été arrêté malgré les études en cours.

### Le disque vert pour les véhicules à Reims
Le disque vert est disponible depuis juin 2015 dans la ville de Reims. Destiné aux véhicules écologiques, il autorise les propriétaires à deux heures de stationnement gratuit, quelle que soit la zone concernée. Les véhicules concernés sont ceux roulant au GPL, GNV, Flexfuel, électriques et hybrides, et également aux à tous véhicules rejetant au maximum 89 grammes de gaz carbonique au kilomètre. Cette action s'inscrit dans le cadre de la politique d'écologie urbaine de la ville de Reims.

## Les acteurs de l'urbanisme à Reims
L'histoire de la ville démontre largement que son évolution n'est en rien le fruit du hasard et qu'elle n'est pas pur produit de l'économie. La ville est aussi et sans doute d'abord par essence politique en réunissant des hommes et des femmes autour d'un même projet commun dans un contexte géographique, économique, historique déterminé. Depuis l'Antiquité l'homme a façonné la ville et ce bien avant même Hippodamos de Millet. La sémiologie de l'espace, discipline récente, nous montre comment la ville s'inscrit comme projet dans l'espace et par là permet à l'homme d'accéder à sa propre humanité en devenant civi-lisé, homme de la civis, de la cité, par opposition aux barbares. Les Romains ont largement utilisé la cité pour imposer progressivement leur modèle culturel à mesure de l'avancée de leur colonisation de l'Europe. Reims n'échappe pas à la règle et nous pouvons encore en lire la trace avec le cardo et le decumanus majores tracé par les arpenteurs romains et leur gromma.
Les interventions qui vinrent réellement bouleverser l'organisation furent régaliens avec par exemple la place royale. Le pouvoir central cherche alors symboliquement à marquer de son empreinte le territoire national entre la cathédrale et l'hôtel de ville, les deux pouvoirs anciens et souvent antagoniques. On fait appel à des ingénieurs polyvalents, hommes du génie militaire souvent comme Vauban. C'est au XIXe siècle que va progressivement apparaître l'urbanisme moderne. Avant que d'être régulé, il sera d'abord sauvage pour répondre aux besoins pressants de l'industrialisation et aussi de l'émigration des populations rurale devenues prolétaires. Le Musée social essaye de réunir à partir des éléments collectionnés par Frédéric Le Play et Émile Cheysson à mesure des expositions universelles dans le cadre de la section d'économie sociale, les conditions de l'émergence d'un urbanisme humaniste qui repose sur :
- un corpus juridique ;
- une théorie (la cité jardin comme avènement de la paix sociale);
- un métier avec des professionnels regroupés au sein de la SFU (société française des urbanistes) dès 1911, un enseignement avec l'école des hautes études urbaines, des revues dont la revue Urbanisme;
- des constructeurs avec le réseau naissant des sociétés et offices HBM.

### Les premiers acteurs
Les premiers acteurs qui interviennent massivement et volontairement sur le développement de ville qui échappe aux élus locaux sont privés. Il s'agit des industriels qui investissent d'abord les anciens domaines religieux devenus vacants après la Révolution (quartier de la Fabrique). Lorsque la place manque, les nouveaux venus, anglais pour la plupart, viennent s'installer aux confins de la ville (site de la ferme des anglais au Nord-Est du boulevard Dauphinot). Les spéculateurs édifient à la hâte des cités sans eaux ni égouts où les voies ne sont même pas empierrées aux limites de la ville. Ce sont là des foyers de maladie et de misère qui émeuvent pour des raisons diverses le patronat local, les élus et quelques philanthropes. Naissent alors progressivement de ce constat mené régulièrement par les hygiénistes plusieurs réactions :
- l'élaboration de lois pour interdire ou résorber les lotissements insalubres ;
- le développement de sociétés d'aide et de secours tant religieuses que laïques voire mutuelles[28] ;
- une prise en charge du logement des ouvriers et employés directement par les chefs d'entreprises comme la cité de la Verrerie ;
- une réflexion plus globale sur les causes de telles situations et les solutions envisageable avec des cercles d'études soit à l'initiative du patronat « éclairé » ou des partis politiques. Ces réflexions font échos à celles menées au niveau national dans les mêmes milieux et dont le Musée social devient le réceptacle et le conservateur voire le diffuseur ;
- une expérimentation empirique de modèles alternatifs comme avec Léon Harmel au Val des Bois à Warmeriville ou Godin à Guise pour n'évoquer que les expériences proches de Reims. On pourrait évoquer aussi l'influence de la Cité de Mulhouse avec Jules Siegfried et Émile Cheysson qui furent liés professionnellement au contexte rémois de leur époque comme à Frédéric Le Play et son mouvement.

### Les bailleurs sociaux

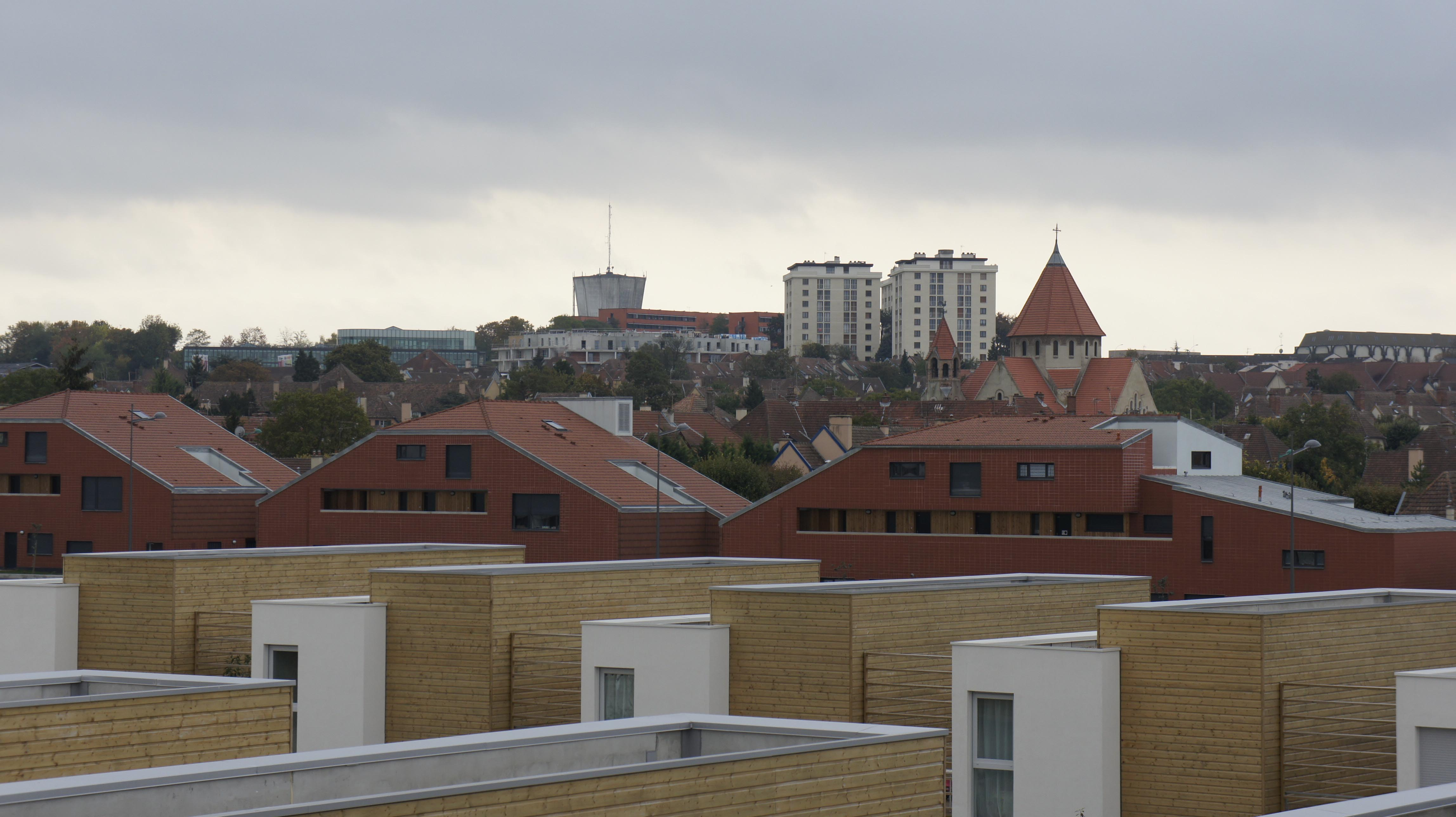
Chemin Vert, cité d'origine, arrière-plan et rénovation, premier plan.

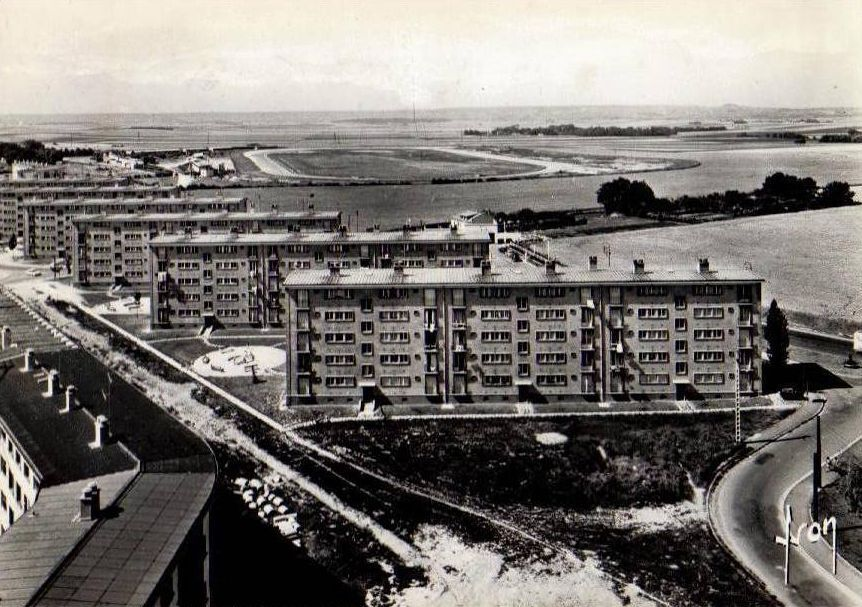
Création de Maison-Blanche.

On ne peut évoquer Reims et son urbanisme, sans rappeler la part historique qui revient aux organismes constructeurs privés et comme publics nés au début du XXe siècle : la SA HLM Le Foyer Rémois crée en 1912 à l'initiative de Georges Charbonneaux, la SA HLM Le Foyer Rémois à l'initiative du patronat local et l'Office Public HLM en 1919 et aujourd'hui dénommé Reims Habitat.
L'initiative des bailleurs sociaux et notamment celle due à Georges Charbonneaux s'ancre dans les mouvements en cours et notamment celui impulsé par le Musée Social et qui reprend les idées d'Ebenezer Howard. Ce dernier les met en œuvre avec la réalisation de deux cités  présentées comme des alternatives à l'urbanisation en tache d'huile du grand Londres : Letchworth et Welwyn. En 1912, Georges Charbonneaux emmènera une délégation rémoise visiter Lecthworth qu'habite encore Ebenezer Howard.
La première extension de la ville après la guerre se fera donc sur des terrains vierges, à la périphérie immédiate et sous forme de cités jardins à l'initiative des bailleurs sociaux locaux avec comme toile de fond le plan Ford.
Les premières furent réalisées par le Foyer Rémois :
- La cité du Chemin vert qui restera l'archétype le plus abouti - 1919
- La cité Saint-Léonard - 1923
- La cité de Mulhouse - 1923
- La cité de Brimontel- 1924
- Cité du Parc d'artillerie - 1929
- Cité Cérès - 1923-1929
- Cité des Trois Fontaines - 1934

Les élus rémois n'entendent pas rester en marge malgré leurs réticences à s'engager dans une politique de logement social.
- Cité Maison Blanche - OP HBM.

Le mouvement moderne avec Le Corbusier condamnera la cité-jardin comme modèle pour imposer l'habitat collectif censé être plus profitable aux habitants. Les premières opérations sont là encore l'œuvre des bailleurs sociaux après la Seconde Guerre mondiale :
- Wilson - 1958
- Orgeval - 1963
- Châtillons - L'Effort rémois - 1965
- Les Épinettes - 1965
- Europe - 1970
- ZAC du Mont Hermé - L'Effort Rémois - 1978

En parallèle les acteurs économiques entament dès avant la Seconde Guerre une réflexion sur le développement de l'agglomération avec notamment le CEARR et le CELAM.
Sous l'impulsion de Jacques Richard (1925-1983), directeur général de l'Effort Rémois et président de l'Union des SA HLM, Reims continue d'être un véritable laboratoire en matière de logements avec nombre de distinctions et notamment de nombreux lauréats du PAN (concours national d'architecture nouvelle) en mettant le pied à l'étrier à de jeunes architectes talentueux.
Il faut ajouter aussi aux côtés des bailleurs sociaux, le rôle du COPLORR fondé en 1947 et dont Jacques Richard fut dès 1954, le secrétaire général puis le directeur général. Ce comité paritaire du logement de Reims et de sa région, constitué sous la forme d'une association loi 1901, est chargé de la collecte et de la gestion des fonds du 1 % logement. Cette gestion se fait avec une parité 50/50  de patrons locaux et de représentants des syndicaux locaux. Le 20 juin 1947 le COPLORR crée son propre outil de construction avec la SA HLM L'Effort Rémois. La première opération sera celle de la rue Albert Thomas dont la première tranche est achevée en 1948. Aujourd'hui, L'Effort Rémois est membre du groupe Plurial.

### L'agence d'urbanisme de Reims
Pour pouvoir dialoguer avec les acteurs économiques locaux, la ville de Reims sous l'impulsion de Jean Taittinger va créer son Bureau des Études Urbaines (BEUR) qui sera dirigé par un ingénieur des Ponts et Chaussées, M. Delauzun.
La LOF (loi d'orientation foncière) du 31 décembre 1967 va induire la création d'outils nouveaux pour l'élaboration documents d'urbanisme : SDAU et POS. L'agence d'urbanisme voit le jour par l'association informelle du BEUR et du GEP (groupe d'études et de programmation), service de la DDE chargé de la planification urbain. Elle est créée sous la forme d'une association loi 1901 dont les statuts seront approuvés en 1974 et elle prendra comme nom : Agence d'urbanisme et d'aménagement de la région urbain de Reims. Ses premiers directeurs seront des ingénieurs des Ponts et Chaussées et le président un représentant de l'agglomération élu de la ville de Reims. Les missions de l'agence d'urbanisme initialement financée par l’État et les collectivités locales vont évoluer dans le temps comme outil principal de planification du développement local jusqu'à l'élaboration récente du projet urbain Reims 2020 où il est fait appel à trois équipes d'envergure nationale dont les leaders sont tous des Grands Prix de l'Urbanisme : Philippe Panerai, Bruno Fortier et Christian Devillers. L'agence est devenue AUDRR en 1988 et est l'outil d'élaboration du SCOT pour le compte du SIEPRUR - syndicat intercommunal d'études et de programmation de la Région de Reims.
Les présidents de l'Agence d'urbanisme :
- 1972-1977 -  Jean Taittinger, maire de Reims, président du district de Reims;
- 1977 -1981 - Georges Colin, président du district de Reims
- 1981 - 1983 - François Letzgus, président du district de Reims
- 1983- 1997 - Jean-Louis Schneiter, président du district de Reims
- 1997 - 2001 - Frédéric Payen, adjoint au maire de Reims
- 2001 - 2008 - Jean-Pierre Fortuné, maire de Tinqueux
- 2008 - 2014 - Serge Pugeault, adjoint au maire de Reims.
- Depuis 2014 - Cédric Chevalier, 15e Vice-président de Reims Métropole, Maire de Saint-Léonard.

### La SEDMA
Pour conserver la main, la ville de Reims, malgré les bonnes relations qu'elle entretient avec les bailleurs sociaux, entend développer son propre outil d'aménagement. À l'époque, l'OP HLM ne pouvait avoir cette compétence. Aussi, le département de la Marne avec le soutien de la ville de Reims, crée-t-il une SEM (société d'économie mixte) d'aménagement, la SEMAR (société d'équipement de la Marne) en 1960 avec la SCET (société centrale d'équipement du territoire) filiale de la caisse des dépôts et consignations (CDC). En 1966, elle devient la SEDMA (société d'équipement des deux Marne) pour pouvoir intervenir aussi en Haute-Marne. Son premier président fut le comte Aymard du Buisson de Courson (1914-1985), inspecteur général des finances et conseiller général de 1958 à 1985. La première opération de la SEDAM fut la rénovation urbaine du centre-ville qui déclencha quelques oppositions. Lui fut ensuite confié l'aménagement des quartiers Sud : Croix-Rouge et Murigny.

### L'IATEUR
L'agglomération rémoise a pu aussi bénéficier de la création d'un des tout premiers instituts d'aménagement du Territoire après le CESA de Tours. C'est en 1971 que Roger Brunet professeur de géographie à la Faculté de Lettres crée l'Institut d'aménagement du territoire et d'environnement de l'université de Reims avec d'autres géographes comme Marcel Bazin, des juristes comme André-Hubert Mesnard et Bernard Touret, de botaniste comme Gianardoli, des économistes, etc. L'institut fortement ancré dans le milieu local fera aussi appel à des professionnels locaux. C'est aussi un centre de recherches dont a pu bénéficier l'agglomération rémoise pendant plus de tente ans avec de nombreux colloques et séminaires thématiques. Cet institut a aussi permis la création de petites structures d'études en urbanisme avec d'anciens étudiants sans pour autant  dégager et animer un véritable milieu professionnel local comme en témoigne le faible nombre d'urbanistes certifiés OPQU en Champagne-Ardenne. Quelques architectes locaux revendiquent aussi la qualité d'urbaniste attestée ou non par une formation ou qualification officielle.